# جان کاسیان
جان کاسیان (لاتین: Ioannes Eremita Cassianus; ح. 360 – ح. 435) قدیس مسیحی بود.